# Heriberto Jara Corona

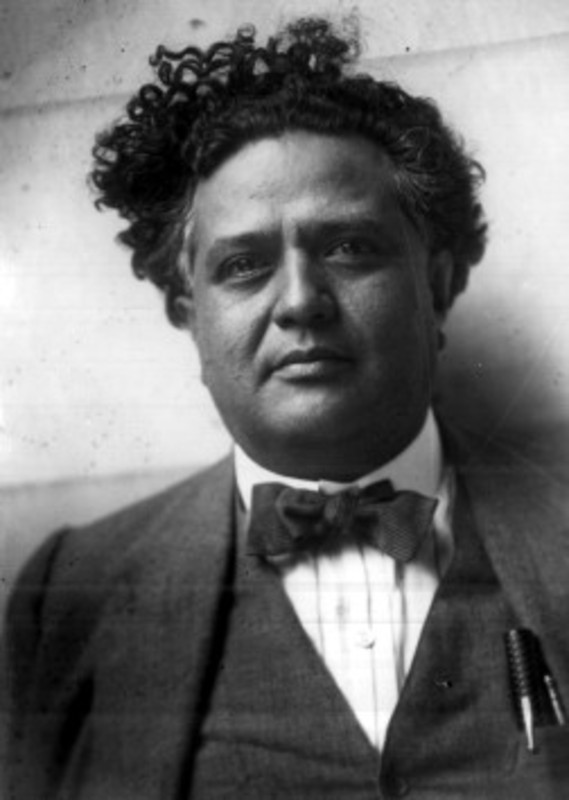
Heriberto Jara Corona omstreeks 1936

Heriberto Jara Corona (Nogales (Veracruz), 10 juli 1879 - Mexico-Stad, 17 april 1968) was een Mexicaans politicus en militair.
Bij het uitbreken van de Mexicaanse Revolutie was hij arbeider in een fabriek in Río Blanco. Hij sloot zich aan bij Francisco I. Madero en werd tot afgevaardigde in het Mexicaanse parlement gekozen. Na de omverwerping van de regering van Madero sloot hij zich aan bij het Constitutionalistische leger en het verzet tegen Victoriano Huerta. Na de overwinning van de constitutionalisten was hij gedurende korte tijd achtereenvolgens gouverneur van Veracruz, het Federaal District en Tabasco. In 1917 was hij een van de opstellers van de nieuwe grondwet.
In 1924 werd hij gekozen tot gouverneur van zijn thuisstaat Veracruz. Hij kon zijn termijn echter niet volmaken vanwege conflicten met de lokale cacique Adalberto Tejeda. Jara trok zich een tijdje terug uit het publieke leven maar keerde in de jaren 30 terug, toen president Lázaro Cárdenas hem tot inspecteur-generaal van het leger benoemde om een eventuele opstand van aanhangers van de verdreven Plutarco Elías Calles de kop in te drukken. In 1939 werd hij voorzitter van de regerende Partij van de Mexicaanse Revolutie (PRM) en in die functie steunde hij de presidentscampagne van Manuel Ávila Camacho, die hem vervolgens tot de eerste minister van Marine van Mexico benoemde.
In 1951 ontving Heriberto Jara Corona de Internationale Stalinprijs voor het versterken van de vrede tussen de volkeren van de Sovjet Unie.
In 1959 ontving hij de hoogste onderscheiding die Mexico kent; de eremedaille Belisario Domínguez. Hij overleed negen jaar later. De Internationale Luchthaven Heriberto Jara Corona, het vliegveld van Veracruz en het sportstadion van Xalapa zijn naar hem genoemd.
- Bibliothèque nationale de France: cb121811285 (data)
- International Standard Name Identifier: 0000 0000 2537 7091
- Library of Congress Control Number: n85218416
- Virtual International Authority File: 60526889
- WorldCat: E39PBJx8Gc97vvBqYGJCcxJCcP